# Marek Heinz
Marek Heinz (Olomouc, República Checa, 4 de agosto de 1977) es un exfutbolista checo. Jugaba de delantero y fue profesional entre 1996 y 2016.

## Selección nacional
Ha sido internacional con la selección de fútbol de República Checa, ha jugado 30 partidos internacionales y ha anotado 5 goles.

### Participaciones en Copas del Mundo
| Mundial                        | Sede            | Resultado    |
| ------------------------------ | --------------- | ------------ |
| Copa Mundial de Fútbol de 2006 | República Checa | Primera fase |

## Clubes
| Club                       | País            | Año       |
| -------------------------- | --------------- | --------- |
| FK Lázně Bohdaneč          | República Checa | 1996-1997 |
| Sigma Olomouc              | República Checa | 1997-2000 |
| Hamburgo SV                | Alemania        | 2000-2003 |
| Arminia Bielefeld (cedido) | Alemania        | 2002-2003 |
| Dukla Praga                | República Checa | 2003      |
| Banik Ostrava              | República Checa | 2003-2004 |
| Borussia Mönchengladbach   | Alemania        | 2004-2005 |
| Galatasaray                | Turquía         | 2005-2006 |
| AS Saint-Etienne           | Francia         | 2006-2007 |
| FC Nantes                  | Francia         | 2007-2008 |
| 1. FC Brno                 | República Checa | 2008-2009 |
| Kapfenberger SV            | Austria         | 2009-2010 |
| Ferencvárosi TC            | Hungría         | 2010-2011 |
| Sigma Olomouc              | República Checa | 2011-2013 |
| 1. SC Znojmo (cedido)      | República Checa | 2013      |
| 1. SC Znojmo               | República Checa | 2013      |
| 1. HFK Olomouc             | República Checa | 2013-2014 |
| SC Melk                    | Austria         | 2014-2015 |
| 1. HFK Olomouc             | República Checa | 2015-2016 |